# Олів'є Дюкастель
Олів'є́ Дюкасте́ль (фр. Olivier Ducastel; нар. 23 лютого 1962, Ліон, Франція) — французький кінорежисер та сценарист. Працює у співавторстві зі своїм партнером Жаком Мартіно.

## Біографія
Олів'є Дюкастель народився 23 лютого 1962 року в Ліоні, Франція. Провівши юнацькі роки в Руані, переїхав до Парижа щоб навчатися театральному та кіномистецтву в Університеті Нова Сорбонна. У 1988 році як режисер Дюкастель поставив короткометражну музичну комедію «Бажання догодити» (фр. Le Goût de plaire). У тому ж році він був помічником на останньому фільмі свого наставника Жака Демі «Три квитки на 26-е» (фр. Trois places pour le 26). На початку 1990-х працював звукорежисером кількох кінофільмів.
У 1995 році Олів'є Дюкастель зустрів Жака Мартіно, що стало початком їхніх особистих відносин та творчої співпраці. Першої спільною роботою Дюкастеля і Мартіно стала стрічка «Жанна і чудовий хлопець» (1998) — музична комедія на тему ВІЛ/СНІДу, натхненна фільмами Жака Демі, за участі Вірджинії Ледоєн та сина Демі Матьє у головних ролях. Фільмом було відкрито 48-й Берлінський міжнародний кінофестиваль 1998 року.
Надалі Олів'є Дюкастель та Жак Мартніо як режисери і сценаристи працюють над фільмами, сюжетні лінії яких пов'язані з гомосексуальною тематикою та, зокрема, створили тригодинний телевізійний проект «Народжені в 68-му» за участі Летиції Каста та Янніка Реньє.
У 2016 році Дюкастель і Мартіно очолили журі конкурсу ЛГБТ-фільмів Queer Palm 69-го Каннського міжнародного кінофестивалю.

## Фільмографія
Усі фільми, окрім дебютної короткометражної стрічки «Бажання догодити», — у співавторстві з Жаком Мартіно.
| Рік  |     | Назва українською        | Оригінальна назва                | Режисер | Сценарист |
| ---- | --- | ------------------------ | -------------------------------- | ------- | --------- |
| 1989 | к/м | Бажання догодити         | Le goût de plaire                | Так     | Так       |
| 1998 |     | Жанна і чудовий хлопець  | Jeanne et le garçon formidable   | Так     | Так       |
| 2000 |     | Пригоди Фелікса          | Drôle de Félix                   | Так     | Так       |
| 2002 |     | Моє життя на льоду       | Ma vraie vie à Rouen             | Так     | Так       |
| 2005 |     | Рачки і черепашки        | Crustacés et coquillages         | Так     | Так       |
| 2008 | т/ф | Народжені в 68-му        | Nés en 68                        | Так     | Так       |
| 2010 |     | Сімейне дерево           | L'arbre et la forêt              | Так     | Так       |
| 2016 |     | Тео і Юго в одному човні | Théo et Hugo dans le même bateau | Так     | Так       |

## Визнання
| Нагороди та номінації Олів'є Дюкастеля                             | Нагороди та номінації Олів'є Дюкастеля     | Нагороди та номінації Олів'є Дюкастеля | Нагороди та номінації Олів'є Дюкастеля |
| Рік                                                                | Категорія                                  | Фільм                                  | Результат                              |
| ------------------------------------------------------------------ | ------------------------------------------ | -------------------------------------- | -------------------------------------- |
| Берлінський міжнародний кінофестиваль                              |                                            |                                        |                                        |
| 1998                                                               | Золотий ведмідь                            | Жанна і чудовий хлопець                | Номінація                              |
| 2000                                                               | Премія Тедді — Приз журі                   | Пригоди Фелікса                        | Перемога                               |
| 2000                                                               | Приз журі читачів журналу «Siegessäule»    | Пригоди Фелікса                        | Перемога                               |
| 2005                                                               | Премія Label Europa Cinemas                | Рачки і черепашки                      | Номінація                              |
| 2016                                                               | Премія Тедді — Приз глядацьких симпатій    | Тео і Юго в одному човні               | Перемога                               |
| Премія «Сезар»                                                     |                                            |                                        |                                        |
| 1999                                                               | Найкращий дебютний фільм                   | Жанна і чудовий хлопець                | Номінація                              |
| Золота зірка кіно                                                  |                                            |                                        |                                        |
| 1999                                                               | Спеціальний Гран-прі                       | Жанна і чудовий хлопець                | Перемога                               |
| Міланський міжнародний ЛГБТ-кінофестиваль                          |                                            |                                        |                                        |
| 2001                                                               | Найкращий фільм                            | Пригоди Фелікса                        | Перемога                               |
| 2003                                                               | Найкращий фільм — Спеціальна згадка        | Моє життя на льоду                     | Перемога                               |
| Паризький кінофестиваль                                            |                                            |                                        |                                        |
| 2000                                                               | Гран-прі                                   | Пригоди Фелікса                        | Номінація                              |
| Кінофестиваль гей-лесбійського кіно та відео «Навиворіт» у Торонто |                                            |                                        |                                        |
| 2000                                                               | Приз глядачів за найкращий фільм або відео | Пригоди Фелікса                        | Перемога                               |
| Міжнародний кінофестиваль у Локарно                                |                                            |                                        |                                        |
| 2002                                                               | Золотий леопард                            | Моє життя на льоду                     | Номінація                              |
| Приз Жана Віго                                                     |                                            |                                        |                                        |
| 2009                                                               | Найкращий повнометражний фільм             | Сімейне дерево                         | Перемога                               |